# Mikołaj Gross
Mikołaj Gross, niem. Nikolaus Groß (ur. 30 września 1898 roku w Niederwenigern – obecnie Hattingen, zm. 23 stycznia 1945 w Berlinie-Plötzensee) – błogosławiony Kościoła katolickiego, męczennik, niemiecki działacz związkowy i członek chadeckiej Partii Centrum. Był przeciwnikiem narodowego socjalizmu, za co został aresztowany przez nazistów po nieudanym zamachu na Adolfa Hitlera w lipcu 1944, a następnie zamordowany.

## Życiorys
Pochodził z rodziny kowala kopalnianego. Ukończywszy katolicką szkołę powszechną podjął pracę w walcowni blachy, kolejno był ciskaczem – pchającym wózki z urobkiem i rębaczem w kopalni węgla kamiennego. Czas wolny poświęcał dokształcaniu. Po ośmiu latach pracy fizycznej został działaczem związkowym. 23 maja 1923 r. wstąpił w związek małżeński z Elżbietą Koch. Małżeństwo to dochowało się siedmiorga dzieci.

## Działalność społeczna
Był działaczem Związku Górników Chrześcijańskich (niem. Gewerkverein Christlischer Bergarbeiter), Partii Centrum (Zentrumspartei) i katolickiego Związku Górników św. Antoniego (Antonius-Knappenverein – KAB). W 1910 roku został sekretarzem chrześcijańskiego Związku Zawodowego Górników (Bergarbeitergewerkschaft), a w roku następnym redaktorem gazety Gwarck. W 1922 roku został przewodniczącym Stowarzyszenia Górników Chrześcijańskich i pracował kolejno: na Dolnym Śląsku - w Wałbrzychu, w Saksonii i Zagłębiu Ruhry. Po czterech latach został dyrektorem chrześcijańskiej gazety robotniczej „Westdeutsche Arbeiterzeitung”, ukazującej się w nakładzie 170 tys. egzemplarzy. Po objęciu władzy przez Hitlera czasopismo napotykało na coraz większe trudności, a w 1938 zakazano jego wydawania.
Od 1940 był wielokrotnie przesłuchiwany, a jego dom rewidowano. Jako członek ruchu oporu znajdował się na czarnej liście władz narodowosocjalistycznych i po zamachu na Hitlera, 12 sierpnia 1944 roku został bezpodstawnie aresztowany.

## Męczeństwo i beatyfikacja
Doświadczył tortur w więzieniach Kolonii, Frankfurcie nad Menem, Ravensbrück i Berlinie. Koniec jego życia wyznaczył 15 stycznia 1945 roku trybunał narodowy wydając wyrok śmierci. Powieszony został w więzieniu w Berlinie-Plötzensee, jego ciało spalono, a popioły rozrzucono po nawadnianych polach.
7 października 2001 beatyfikowany został przez papieża Jana Pawła II.

## Znaczenie
Życie Mikołaja Grossa jest nadzwyczajnym świadectwem, jak człowiek świecki może żyć i umrzeć jako prawdziwy chrześcijanin wierny Chrystusowi «aż do końca».
W Hattingen jest muzeum poświęcone jego pamięci; w wielu miastach jest patronem ulic (Kolonia, Bösperde Claus, Mulheim i inne), a także szkół.